# Proasellus mateusorum
Proasellus mateusorum és una espècie de crustaci isòpode pertanyent a la família dels asèl·lids.

## Hàbitat
Viu a l'aigua dolça.

## Distribució geogràfica
Es troba a 3 pous a Vendas Novas (Alentejo, Portugal).